# Sci di fondo ai XV Giochi olimpici invernali
Nello sci di fondo ai XV Giochi olimpici invernali furono disputate otto gare, quattro maschili e quattro femminili. Le gare si disputarono presso il Canmore Nordic Centre di Canmore in Alberta, Canada. 
Rispetto all'edizione precedente fu introdotta una rilevante novità in campo tecnico, con l'esordio di gare a tecnica libera accanto alla tradizionale tecnica classica. A Sarajevo 1984 la nuova tecnica era stata osteggiata dalla FIS, che aveva proibito l'uso del passo pattinato negli ultimi 200 m di ogni gara. A Calgary invece si applicò lo schema già adottato ai Campionati mondiali di sci nordico 1987: le gare sulle distanze inferiori (15 e 30 km per gli uomini, 5 e 10 km per le donne) furono disputate a tecnica classica, mentre quelle più lunghe (50 km per gli uomini, 30 km per le donne) a tecnica libera.

## Risultati

### Uomini

#### 15 km
La gara di sci di fondo sulla distanza di 15 km si disputò in tecnica classica il 19 febbraio al Canmore Nordic Centre con un dislivello massimo di 150 m; presero parte alla competizione 90 atleti.
| Posizione | Atleta                  | Nazione          | Tempo   |
| --------- | ----------------------- | ---------------- | ------- |
| 1         | Michail Devjat'jarov    | Unione Sovietica | 41:18,9 |
| 2         | Pål Gunnar Mikkelsplass | Norvegia         | 41:33,4 |
| 3         | Vladimir Smirnov        | Unione Sovietica | 41:48,5 |
| 4         | Oddvar Brå              | Norvegia         | 42:17,3 |
| 5         | Uwe Bellmann            | Germania Est     | 42:17,8 |
| 6         | Maurilio De Zolt        | Italia           | 42:31,2 |
| 7         | Vegard Ulvang           | Norvegia         | 42:31,5 |
| 8         | Harri Kirvesniemi       | Finlandia        | 42:42,8 |
| 9         | Marco Albarello         | Italia           | 42:48,6 |
| 10        | Giorgio Vanzetta        | Italia           | 42:49,6 |

#### 30 km
La gara di sci di fondo sulla distanza di 30 km si disputò in tecnica classica il 15 febbraio al Canmore Nordic Centre con un dislivello massimo di 112 m; presero parte alla competizione 90 atleti.
| Posizione | Atleta                  | Nazione          | Tempo     |
| --------- | ----------------------- | ---------------- | --------- |
| 1         | Aleksej Prokurorov      | Unione Sovietica | 1:24:26,3 |
| 2         | Vladimir Smirnov        | Unione Sovietica | 1:24:35,1 |
| 3         | Vegard Ulvang           | Norvegia         | 1:25:11,6 |
| 4         | Michail Devjat'jarov    | Unione Sovietica | 1:25:31,3 |
| 5         | Giorgio Vanzetta        | Italia           | 1:25:37,2 |
| 6         | Pål Gunnar Mikkelsplass | Norvegia         | 1:25:44,6 |
| 7         | Gianfranco Polvara      | Italia           | 1:26:02,7 |
| 8         | Marco Albarello         | Italia           | 1:26:09,1 |
| 9         | Harri Kirvesniemi       | Finlandia        | 1:26:59,6 |
| 10        | Gunde Svan              | Svezia           | 1:27:30,8 |

#### 50 km
La gara di sci di fondo sulla distanza di 50 km si disputò in tecnica libera il 27 febbraio al Canmore Nordic Centre con un dislivello massimo di 130 m; presero parte alla competizione 75 atleti.
| Posizione | Atleta                  | Nazione      | Tempo     |
| --------- | ----------------------- | ------------ | --------- |
| 1         | Gunde Svan              | Svezia       | 2:04:30,9 |
| 2         | Maurilio De Zolt        | Italia       | 2:05:36,4 |
| 3         | Andi Grünenfelder       | Svizzera     | 2:06:01,9 |
| 4         | Vegard Ulvang           | Norvegia     | 2:06:32,3 |
| 5         | Holger Bauroth          | Germania Est | 2:07:02,4 |
| 6         | Jan Ottosson            | Svezia       | 2:07:34,8 |
| 7         | Kari Ristanen           | Finlandia    | 2:08:08,1 |
| 8         | Uwe Bellmann            | Germania Est | 2:08:18,6 |
| 9         | Pål Gunnar Mikkelsplass | Norvegia     | 2:08:20,0 |
| 10        | Gianfranco Polvara      | Italia       | 2:08:40,3 |

#### Staffetta 4x10 km
La gara di staffetta si disputò il 22 febbraio al Canmore Nordic Centre con un dislivello massimo di 108 m; presero parte alla competizione 16 squadre nazionali.
| Posizione | Nazione          | Atleti                                                                    | Tempo     |
| --------- | ---------------- | ------------------------------------------------------------------------- | --------- |
| 1         | Svezia           | Jan Ottosson Thomas Wassberg Gunde Svan Torgny Mogren                     | 1:43:58,6 |
| 2         | Unione Sovietica | Vladimir Smirnov Vladimir Sachnov Michail Devjat'jarov Aleksej Prokurorov | 1:44:11,3 |
| 3         | Cecoslovacchia   | Radim Nyč Václav Korunka Pavel Benc Ladislav Švanda                       | 1:45:22,7 |
| 4         | Svizzera         | Andi Grünenfelder Jürg Capol Giachem Guidon Jeremias Wigger               | 1:46:16,3 |
| 5         | Italia           | Silviano Barco Albert Walder Giorgio Vanzetta Maurilio De Zolt            | 1:46:16,7 |
| 6         | Norvegia         | Pål Gunnar Mikkelsplass Oddvar Brå Vegard Ulvang Terje Langli             | 1:46:48,7 |
| 7         | Germania Ovest   | Georg Fischer Walter Kuss Jochen Behle Herbert Fritzenwenger              | 1:48:05,0 |
| 8         | Finlandia        | Jari Laukkanen Harri Kirvesniemi Jari Räsänen Kari Ristanen               | 1:48:05,0 |
| 9         | Canada           | Yves Bilodeau Al Pilcher Pierre Harvey Dennis Lawrence                    | 1:48:59,7 |
| 10        | Austria          | André Blatter Alois Schwarz Johann Standmann Alois Stadlober              | 1:49:14,5 |

### Donne

#### 5 km
La gara di sci di fondo sulla distanza di 5 km si disputò in tecnica classica il 17 febbraio al Canmore Nordic Centre con un dislivello massimo di 50 m; presero parte alla competizione 55 atlete.
| Posizione | Atleta                  | Nazione          | Tempo   |
| --------- | ----------------------- | ---------------- | ------- |
| 1         | Marjo Matikainen        | Finlandia        | 17:04,0 |
| 2         | Tamara Tichonova        | Unione Sovietica | 17:14,1 |
| 3         | Vida Vencienė           | Unione Sovietica | 17:18,3 |
| 4         | Anne Jahren             | Norvegia         | 17:26,3 |
| 5         | Marja-Liisa Kirvesniemi | Finlandia        | 17:28,2 |
| 6         | Inger Helene Nybråten   | Norvegia         | 17:33,6 |
| 7         | Marie-Helene Östlund    | Svezia           | 17:38,0 |
| 8         | Svetlana Nagejkina      | Unione Sovietica | 17:46,0 |
| 9         | Marianne Dahlmo         | Norvegia         | 15:30,4 |
| 10        | Raisa Smetanina         | Unione Sovietica | 15:35,9 |

#### 10 km
La gara di sci di fondo sulla distanza di 10 km si disputò in tecnica classica il 14 febbraio al Canmore Nordic Centre con un dislivello massimo di 112 m; presero parte alla competizione 52 atlete.
| Posizione | Atleta                  | Nazione          | Tempo   |
| --------- | ----------------------- | ---------------- | ------- |
| 1         | Vida Vencienė           | Unione Sovietica | 30:08,3 |
| 2         | Raisa Smetanina         | Unione Sovietica | 30:17,0 |
| 3         | Marjo Matikainen        | Finlandia        | 30:20,5 |
| 4         | Svetlana Nagejkina      | Unione Sovietica | 30:26,5 |
| 5         | Tamara Tichonova        | Unione Sovietica | 30:38,9 |
| 6         | Inger Helene Nybråten   | Norvegia         | 30:51,7 |
| 7         | Pirkko Määttä           | Finlandia        | 30:52,4 |
| 8         | Marie-Helene Östlund    | Svezia           | 30:55,3 |
| 9         | Marja-Liisa Kirvesniemi | Finlandia        | 30:57,0 |
| 10        | Simone Opitz            | Germania Est     | 31:14,3 |

#### 20 km
La gara di sci di fondo sulla distanza di 20 km si disputò in tecnica libera il 25 febbraio al Canmore Nordic Centre con un dislivello massimo di 98 m; presero parte alla competizione 55 atlete.
| Posizione | Atleta                  | Nazione          | Tempo   |
| --------- | ----------------------- | ---------------- | ------- |
| 1         | Tamara Tichonova        | Unione Sovietica | 55:53,6 |
| 2         | Anfisa Rezcova          | Unione Sovietica | 56:12,8 |
| 3         | Raisa Smetanina         | Unione Sovietica | 57:22,1 |
| 4         | Christina Gilli-Brügger | Svizzera         | 57:37,4 |
| 5         | Simone Opitz            | Germania Est     | 57:54,3 |
| 6         | Manuela Di Centa        | Italia           | 57:55,2 |
| 7         | Kerstin Mohring         | Germania Est     | 58:17,2 |
| 8         | Marianne Dahlmo         | Norvegia         | 58:31,1 |
| 9         | Anna-Lena Fritzon       | Svezia           | 58:37,4 |
| 10        | Marie-Helene Östlund    | Svezia           | 58:39,4 |

#### Staffetta 4x5 km
La gara di staffetta si disputò il 21 febbraio al Canmore Nordic Centre con un dislivello massimo di 98 m; presero parte alla competizione 12 squadre nazionali.
| Posizione | Nazione          | Atleti                                                                  | Tempo     |
| --------- | ---------------- | ----------------------------------------------------------------------- | --------- |
| 1         | Unione Sovietica | Svetlana Nagejkina Nina Gavryljuk Tamara Tichonova Anfisa Rezcova       | 59:51,1   |
| 2         | Norvegia         | Trude Dybendahl Marit Mikkelsplass Anne Jahren Marianne Dahlmo          | 1:01:33,0 |
| 3         | Finlandia        | Pirkko Määttä Marja-Liisa Kirvesniemi Marjo Matikainen Jaana Savolainen | 1:01:53,8 |
| 4         | Svizzera         | Karin Thomas Sandra Parpan Evi Kratzer Christina Gilli-Brügger          | 1:01:59,4 |
| 5         | Germania Est     | Kerstin Mohring Simone Opitz Silke Braun Simone Greiner-Petter-Memm     | 1:02:19,9 |
| 6         | Svezia           | Lis Frost Anna-Lena Fritzon Karin Lamberg-Skog Marie-Helene Östlund     | 1:02:24,9 |
| 7         | Cecoslovacchia   | Lubomíra Balážová Viera Klimková Ivana Rádlová Alžbeta Havrančíková     | 1:03:37,1 |
| 8         | Stati Uniti      | Dorcas Denhartog Leslie Thompson Nancy Fiddler Leslie Krichko           | 1:04:08,8 |
| 9         | Canada           | Angela Schmidt-Foster Carol Gibson Lorna Sasseville Marie-Andrée Masson | 1:04:22,6 |
| 10        | Italia           | Klara Angerer Guidina Dal Sasso Elena Desderi Stefania Belmondo         | 1:04:23,6 |

## Medagliere per nazioni
| Posizione | Nazione          | Oro | Argento | Bronzo | Totale |
| --------- | ---------------- | --- | ------- | ------ | ------ |
| 1         | Unione Sovietica | 5   | 5       | 3      | 13     |
| 2         | Svezia           | 2   | 0       | 0      | 2      |
| 3         | Finlandia        | 1   | 0       | 2      | 3      |
| 4         | Norvegia         | 0   | 2       | 1      | 3      |
| 5         | Italia           | 0   | 1       | 0      | 1      |
| 6         | Cecoslovacchia   | 0   | 0       | 1      | 1      |
|           | Svizzera         | 0   | 0       | 1      | 1      |